# Émeline Pierre (natation)
Pour les articles homonymes, voir Émeline Pierre.
Émeline Pierre, née le 4 décembre 1999 à Pau (Pyrénées-Atlantiques), est une nageuse handisport française. Spécialiste des 50 mètres, 100 mètres et relais 4x100 mètres nage libre et dos en catégorie S10, elle est plusieurs fois médaillée aux championnats du monde et aux championnats d'Europe.
En décembre 2023, elle établit quatre nouveaux records de France en catégories 50 mètres nage libre, 100 mètres nage libre, 400 mètres nage libre et 100 mètres papillon et un record du monde en 100 mètres dos en 1 min 6 s 96.
Elle remporte la médaille d'or sur 100 mètres nage libre lors des Jeux paralympiques de Paris en 2024.

## Biographie
Émeline Pierre naît le 4 décembre 1999 à Pau, dans les Pyrénées-Atlantiques. Ses parents habitent à Billère, dans la banlieue de Pau. Adolescente, elle pratique la gymnastique. Lors d'une chute à la poutre en 2014, elle se luxe l'épaule droite. À la suite d'une erreur médicale et malgré plusieurs opérations chirurgicales, elle ne retrouve pas l'usage complet de son bras, notamment le coude et le poignet. Un an plus tard, elle reprend la gymnastique. Elle abandonne rapidement et se tourne vers la natation sportive handisport,,,.
Retenue pour les Jeux européens de la Jeunesse, elle intègre le Pôle espoir France handisport à Vichy en 2015. Elle rejoint le Cercle des nageurs de Brest en 2022, où elle entame parallèlement des études de psychomotricité à l'Université de Bretagne-Occidentale et à l'hôpital de la Cavale Blanche,,,,.

## Jeux paralympiques
Les jeux de Tokyo en 2021 sont une déception pour la nageuse : « j'étais au fond du trou après Tokyo, j'en ai vraiment bavé, ma santé mentale était au plus bas » déclare-t-elle. Mais à Paris en 2024, elle décroche devant les favorites Aurélie Rivard et Alessia Scortechini une médaille d'or sur la finale du 100 m nage libre S10. Quelques jours plus tard, elle obtient la médaille de bronze sur le 100 mètres dos S10.

## Résultats et palmarès

### Jeux paralympiques

#### 2020 Tokyo
- 8e sur 100 mètres dos S10
- 10e sur 100 mètres nage libre S10
- 11e sur 50 mètres nage libre S10[5]

#### 2024 Paris
- Médaille d'or en 100 mètres nage libre S10[10].
- Médaille de bronze en 100 mètres dos S10[9].

### Championnats du monde

#### 2017 Mexico
- médaille de bronze au 100 mètres dos S10
- 5e au 50 mètres nage libre S10
- 5e au 200 mètres nage libre S10
- 6e au 100 mètres nage libre S10[5]

#### 2022 Funchal
- 6e sur 100 mètres dos S10
- 7e sur 100 mètres nage libre S10
- 9e sur 50 mètres nage libre S10[5]

#### 2023 Manchester
- médaille de bronze sur 50 mètres nage libre S10
- médaille d'argent sur le relais 4 × 100 mètres nage libre[5]

### Championnats d'Europe

#### 2018 Dublin
- 4e sur 100 mètres dos S10
- 8e sur 50 mètres nage libre S10[5]

#### 2021 Funchal
- médaille de bronze sur 50 mètres nage libre S10[5]

#### 2024 Funchal
- médaille de bronze sur 50 mètres nage libre S10
- médaille d'argent sur 100 mètres nage libre S10
- médaille d'argent sur le relais 4 × 100 mètres nage libre S10[11].

### Championnats de France

#### 2023 Saint-Nazaire, petit bassin
- 3e au classement général et record du monde en 1 min 6 s 96 sur 100 mètres dos S10[4],[12].

## Distinctions

### Décorations
Chevalier de la Légion d'honneur (décret du 23 septembre 2024)